# Крутая (Монастырщинский район)
Крутая — упразднённая деревня в Монастырщинском районе Смоленской области России. Входит в состав Любавичского сельского поселения. По состоянию на 2007 год постоянного населения не имеет. Каких-либо строений на территории деревни не сохранилось.
Расположена в западной части области в 27 км к юго-западу от Монастырщины, в 55 км западнее автодороги А141 Орёл — Витебск, на берегу реки Кохля. В 59 км восточнее деревни расположена железнодорожная станция Васьково на линии Смоленск — Рославль.

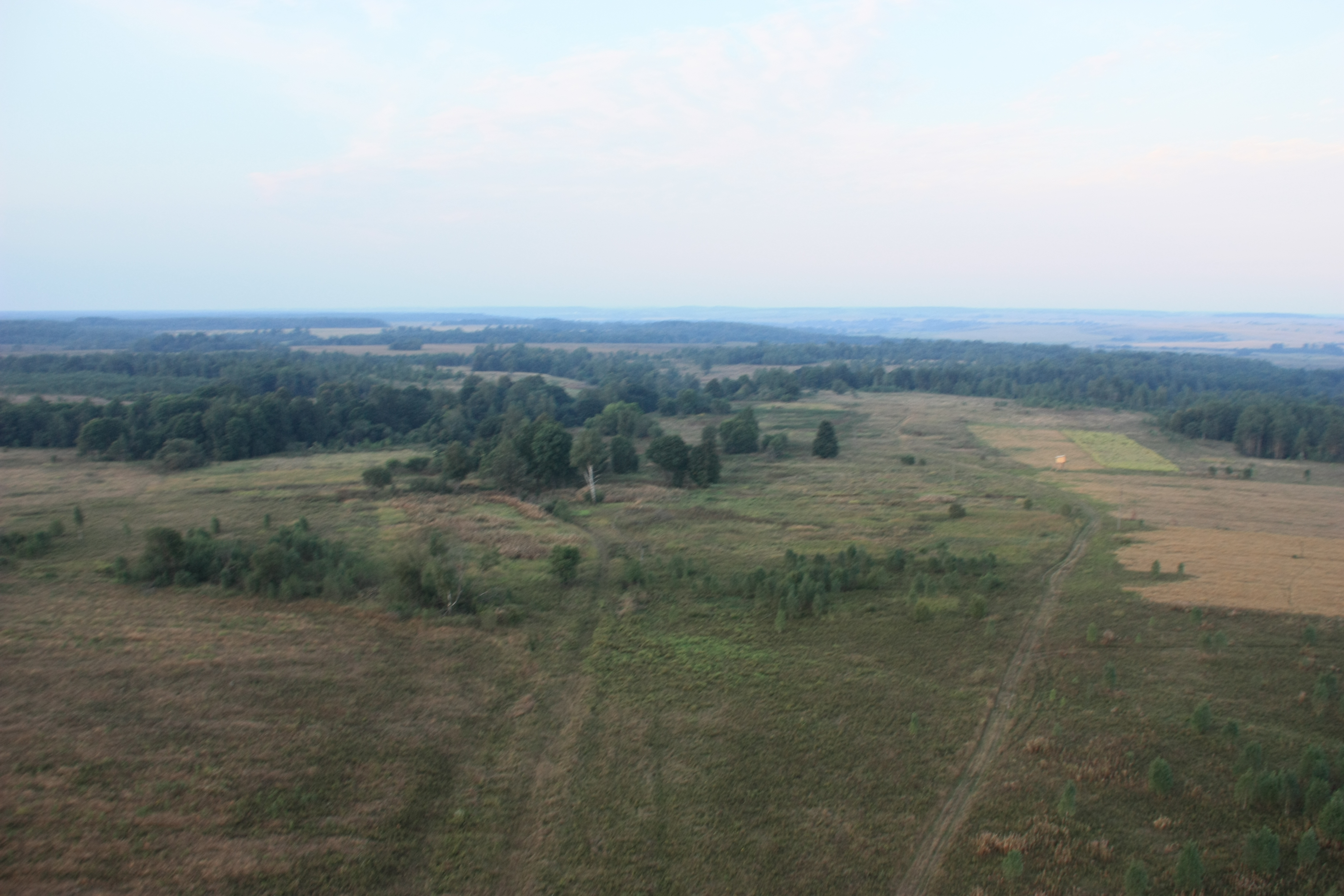
Деревня Крутая. Вид сверху
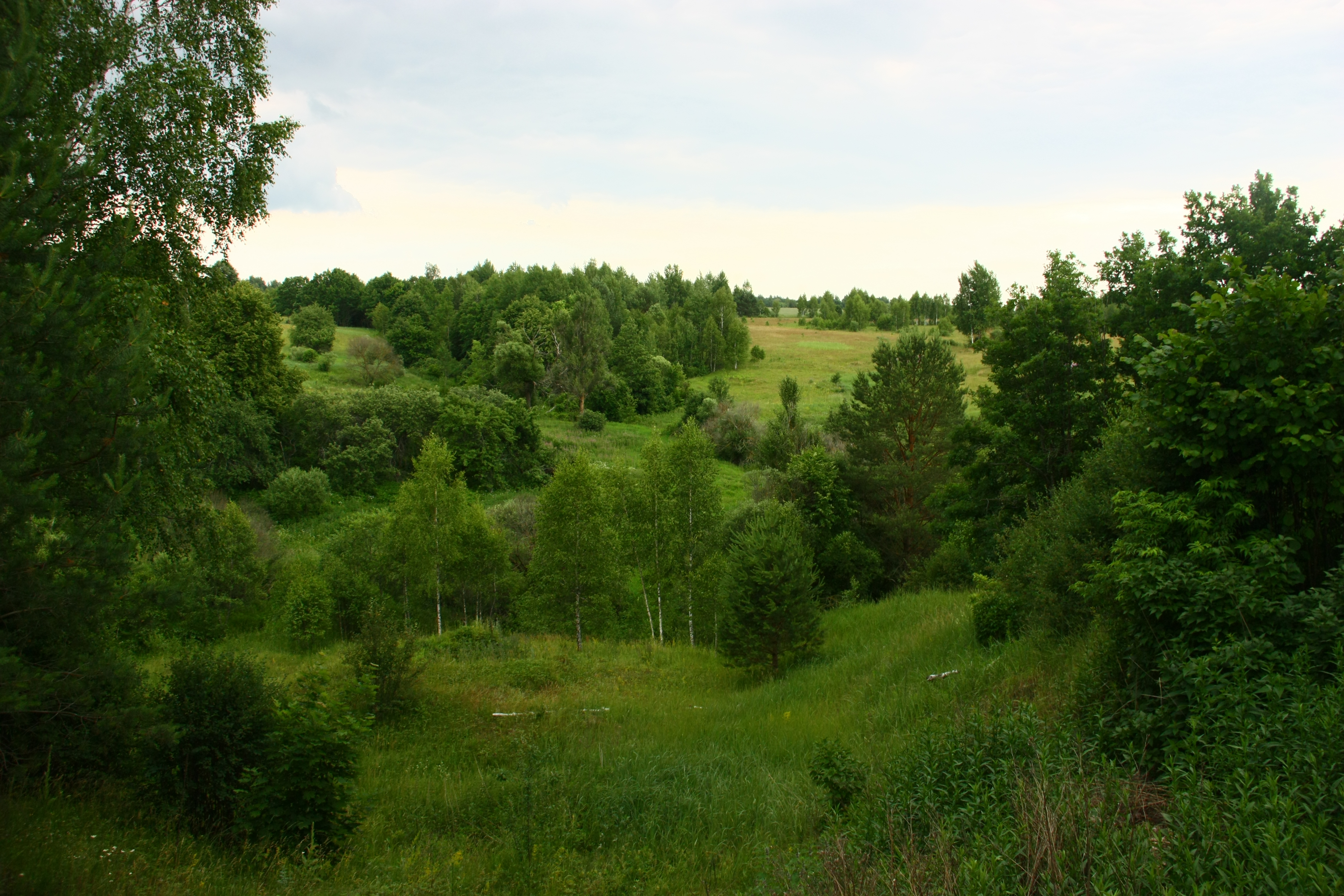
Деревня Крутая. Вид с кладбища

## История
В годы Великой Отечественной войны деревня была оккупирована гитлеровскими войсками в июле 1941 года, освобождена в сентябре 1943 года.
Упразднена 31 октября 2013 года

### Археология
Городище, ранний железный век – 200 метров к западу от деревни, мыс левого берега реки Кохля (Кохла), левого притока реки Вихра (правый приток реки Сож, левого притока реки Днепр), 200 метров от русла. Площадка под треугольная в плане, вытянута с запада на восток, ее размеры 20 на 35 метров, высота над рекой 8 – 10 метров, с напольной восточной стороны сохранились остатки вала высотой до двух метров и рва перед ним глубиной до двух метров. Культурный слой в виде кумулированного суглинка имеет мощность до 80 сантиметров. Найдены единичные обломки лепных слабопрофилированных сосудов, предположительно отнесенные к днепро-двинской культуре.